# Reklaw
Reklaw – miasto w Stanach Zjednoczonych, w stanie Teksas, w hrabstwie Rusk.